# فانيل نوير
فانيل نوير (بالإنجليزية: Vanil Noir)‏ هو أحد جبال سلسلة جبال الألب البرنية ويقع في كانتون فريبورغ/كانتون فود في سويسرا. يحتل المرتبة رقم 336 في قائمة جبال سويسرا من حيث الارتفاع، إذ يبلغ ارتفاعه حوالي 2389 متر، بينما يبلغ ارتفاع نتوء الجبل 1110 متر.